# Suzuki XL-7
La Suzuki XL-7 (chiamata XL7 dalla seconda generazione) è un'autovettura prodotta dalla casa automobilistica giapponese Suzuki a partire dal 1998 al 2008.

## Prima generazione (1998-2006)

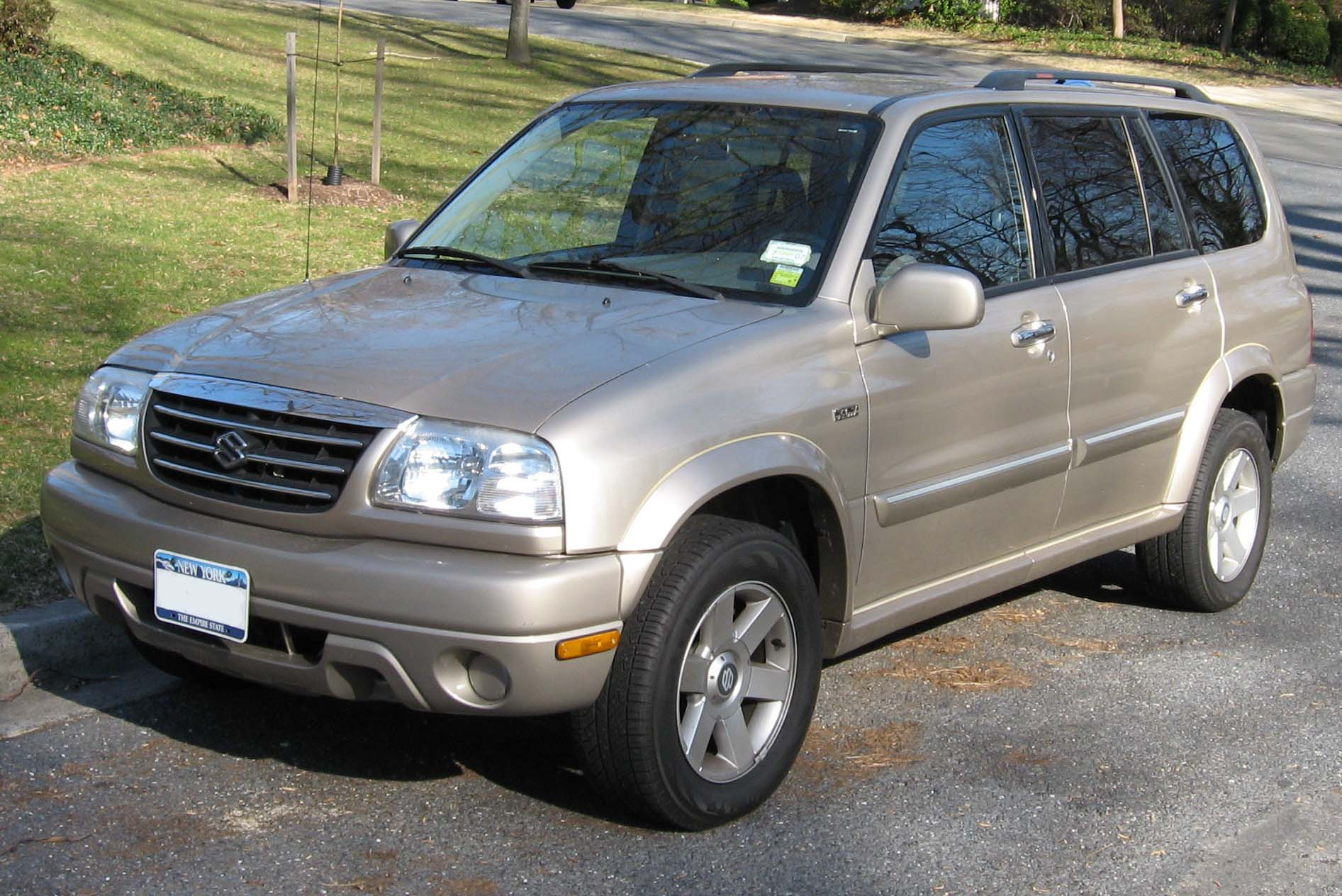

La XL-7 di prima generazione era stata interamente progettata da Suzuki, aveva una costruzione con telaio separati dalla carrozzeria ed era essenzialmente una Grand Vitara allungata.
La versione nordamericana era disponibile con due motorizzazioni V6 da 2,5 o 2,7 litri, abbinata alla trazione posteriore o un'opzione alle quattro ruote motrici. 
A partire dal 2003 le versioni europee erano disponibili anche con un motore turbodiesel Peugeot da 2,0 litri che produceva 109 CV (80 kW) e 270 Nm di Coppia. La XL-7 era disponibile con cambio manuale a cinque marce, sia nelle varianti a cinque che a sette posti.

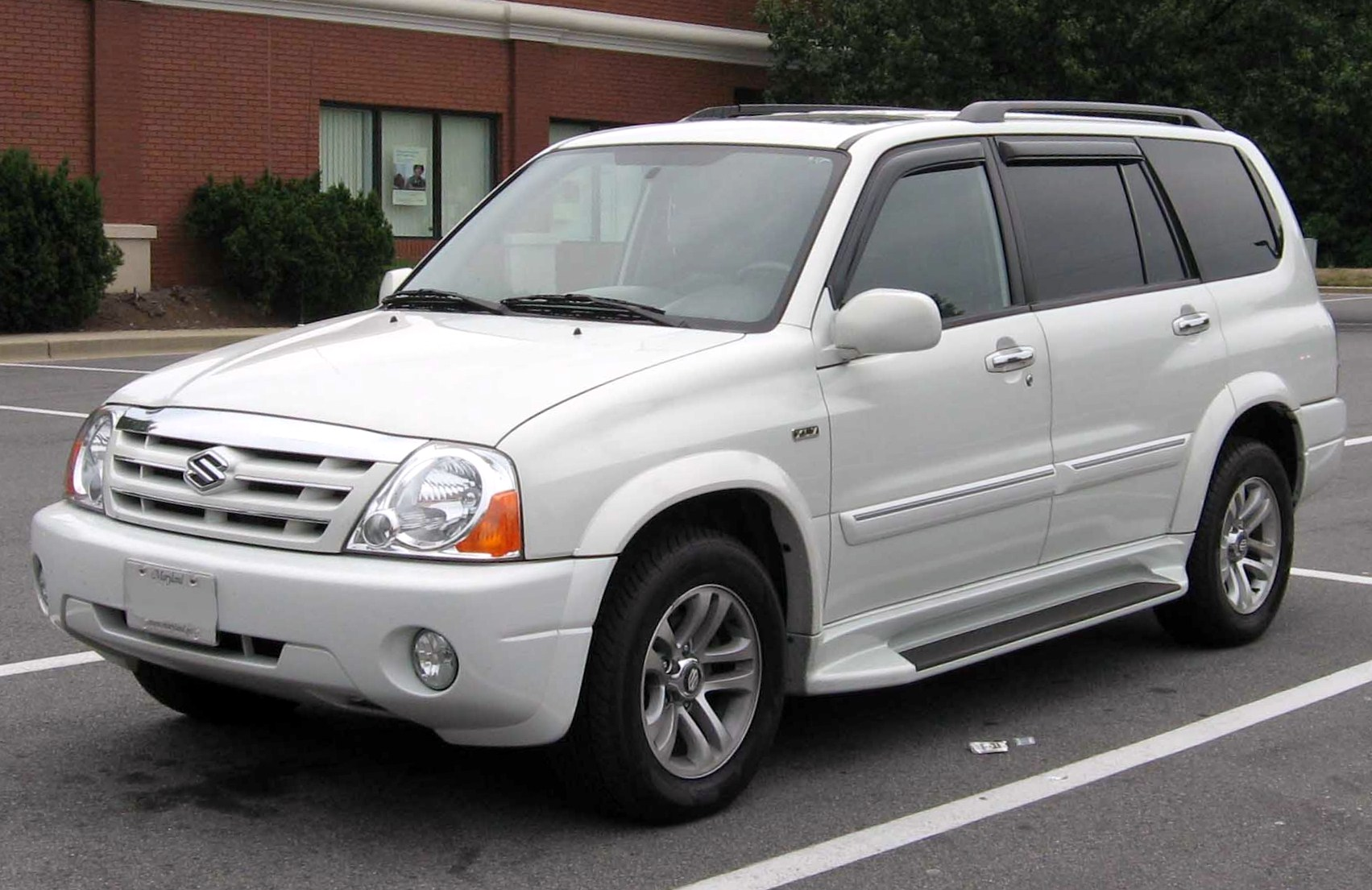
Prima serie restyling 2003

## Seconda generazione (2006-2009)
Presentata al salone di New York e introdotta il 22 novembre 2006, la seconda serie chiamata Suzuki XL7 venne realizzata e utilizzava la stessa piattaforma monoscocca e molte componenti derivate dalla Chevrolet Equinox, Pontiac Torrent, Saturn Vue e Opel Antara, ma a differenza di quest'ultime aveva anche i sedili della terza fila e 7 sette posti a sedere. La XL7 di seconda generazione utilizzava una variante del motore GM High Feature, siglato N36A da Suzuki, costruito in Giappone e spedito alla CAMI Automotive a Ingersoll in Ontario in Canada, dove l'XL7 veniva assemblato insieme alla Equinox e Torrent.

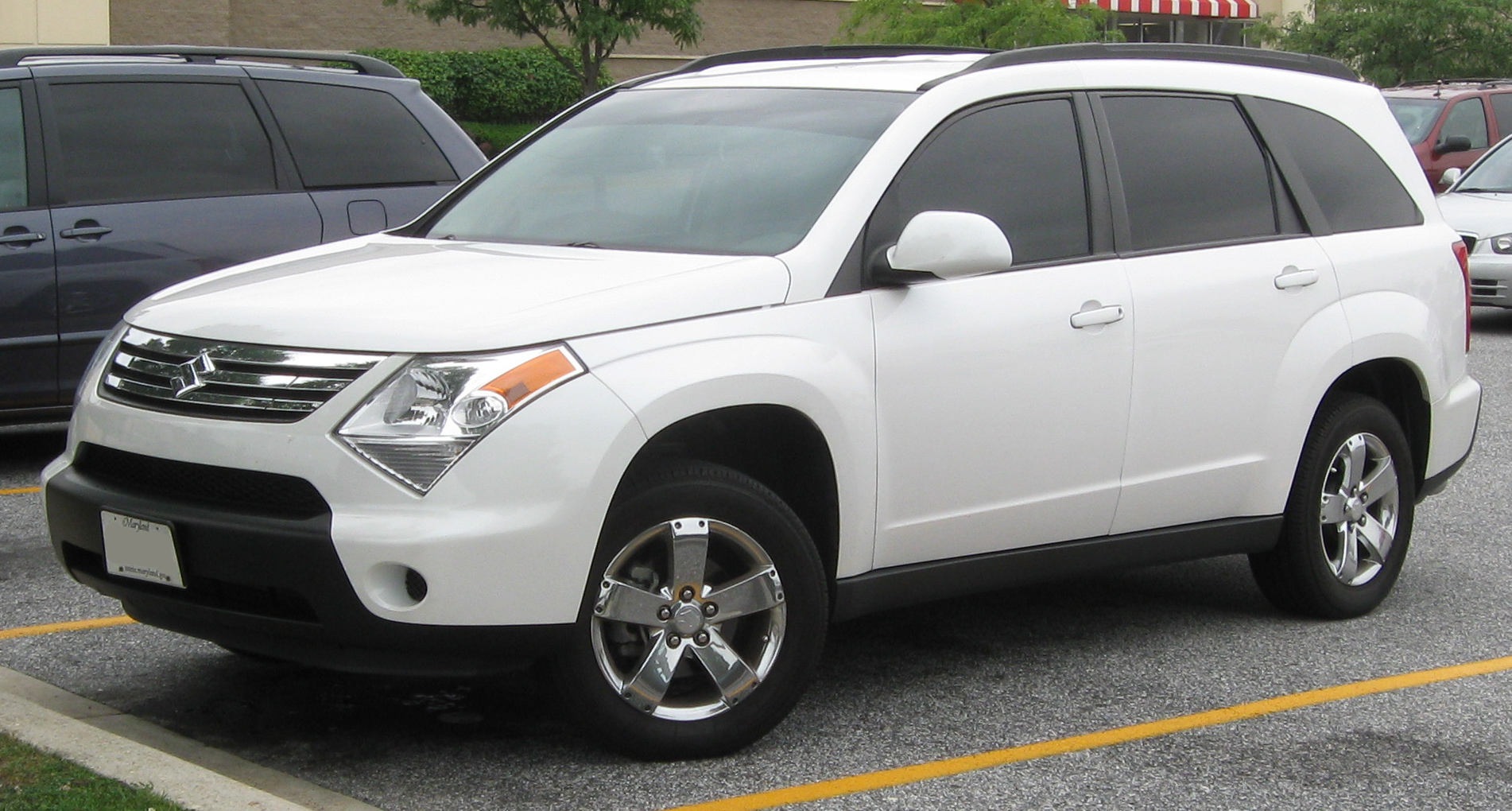
Suzuki XL7 seconda serie

Rispetto alla precedente generazione, si differenziava non solo lato meccanico/telaistico ma anche di carrozzeria, con una griglia a listelli sottili cromata e fari trapezoidali. La ruota di scorta non era più montata sulla porta posteriore, ma sotto il pavimento del bagaglio.
La Suzuki XL7 di seconda generazione era disponibile in cinque livelli di allestimento: Base (solo 2007-08), Special (solo 2007), Premium (solo 2008-2009), Luxury (2007- 2009) e Limited (2007-2009). A seconda del livello di allestimento selezionato, erano disponibili sia i sedili a due file per cinque passeggeri che quelli a tre file con sedili per sette passeggeri. 
Tutte le XL7 di seconda generazione erano alimentate dal 3,6 litri V6 High-Feature della General Motors (GM) che produceva 252 CV (188 kW). Mentre i modelli del 2007 e del 2008 utilizzavano una trasmissione automatica a cinque velocità, i modelli del 2009 ricevettero una nuova trasmissione automatica a sei velocità. Di base il veicolo era a trazione anteriore (FWD), ma in opzione c'era anche quella integrale - modelli All Wheel Drive.
Nel maggio 2009 la Suzuki ha interrotto la produzione della XL7 a causa delle poche vetture vendute in base alle aspettative. La XL7 è stato l'ultimo veicolo costruito dalla General Motors (GM) in collaborazione con la Suzuki.